# Eriospermum arachnoideum
Eriospermum arachnoideum är en sparrisväxtart som beskrevs av Pauline Lesley Perry. Eriospermum arachnoideum ingår i släktet Eriospermum och familjen sparrisväxter. Inga underarter finns listade i Catalogue of Life.